# Nyctemera gratia
Nyctemera gratia là một loài bướm đêm thuộc phân họ Arctiinae, họ Erebidae.